# Staatenverbund
La notion de staatenverbund est un néologisme pour une gouvernance multi-niveaux dans lequel les États collaborent plus étroitement que dans une confédération (en allemand Staatenbund), mais qui, au contraire d'un État fédéral (Bundesstaat), conservent leur propre souveraineté. La notion est utilisée en Allemagne pour décrire l'Union européenne mais n'a pas d'équivalent dans d'autres langues.

## Origine et signification originelle
Cette notion a été utilisée en 1992 par Paul Kirchhof bien que son sens n'était pas celui du terme juridique actuel. Alors qu'il était, à cette époque, juge constitutionnel fédéral, la notion fit son entrée dans la jurisprudence du Tribunal constitutionnel fédéral avec le traité de Maastricht en 1993 (cf. le jugement de Maastricht),.

## Autre interprétation du terme juridique
Par la suite, la notion a été reprise en droit et en science politique — le plus souvent sans véritable conscience de son sens originel — et a été interprété comme la position centrale entre la confédération et l'État fédéral.
Dans la décision du Tribunal constitutionnel concernant le traité de Lisbonne de juin 2009 (arrêt de Lisbonne), la notion de staatenverbund fut défini sous un angle plus juridique. Ainsi, la Loi fondamentale allemande, en son article 23, autorise la République fédérale allemande à participer à l’édification et au développement de l’Union européenne conçue comme fédération. Cette dernière notion impliquant une relation étroite et à long terme d’États demeurant souverains. Sur la base des traités, cette fédération exerce l’autorité des pouvoirs publics et son cadre fondamental est à la seule disposition des États membres et les peuples, ainsi la légitimation démocratique ne peut se faire qu'au travers des citoyens des États membres.
Ainsi, une staatenverbund est une institution supranationale qui peut exercer des actes de souveraineté (des lois, battre monnaie, etc.), mais qui n'a pas la compétence de compétence (en), c'est-à-dire qui ne peut fixer indépendamment les domaines où elle peut exercer cette compétence. Dans l'Union européenne, ceci se traduit par le principe d'attribution selon lequel les organes de l'UE ne peuvent publier des normes que s'ils sont autorisés à le faire par les traités de l'UE.